# 日本建築学会
一般社団法人日本建築学会（いっぱんしゃだんほうじん にほんけんちくがっかい、英称：Architectural Institute of Japan、略称 AIJ）は、建築に関する学術・技術・芸術の進歩発達を図ることを目的とし、1886年（明治19年）に設立された日本の学会。日本学術会議協力学術研究団体。単に「建築学会」と呼ばれることもある。

## 概要
会員数は3万5千名余。会員の所属は研究教育機関、総合建設業、設計事務所をはじめ、官公庁、公社公団、建築材料・機器メーカー、コンサルタント、学生など。調査研究の振興、情報の発信と収集、教育と建築文化の振興、業績の表彰、国際交流、提言・要望などの事業を幅広く実施している。
建築学の専門分野別に16の常置調査研究委員会を設置し、さらにそれらのもとに約560の小委員会、ワーキンググループを設けて、延べ7,000名の委員が年間約2,300回の会合を開いて専門的な調査研究活動を行っている。また、北海道、東北、関東、東海、北陸、近畿、中国、四国、九州の9支部がある。調査研究委員会の活動成果は、学会の規準、仕様書、指針、報告書等として出版されるとともに、講習会、シンポジウムを通して会員をはじめ広く建築関係者に対して普及がはかられている。

## 主な活動・情報発信

### 学会誌・ウェブマガジン
『建築雑誌』(Journal of Architecture and Building Science)
1887年（明治20年）創刊。建築学会の会誌。月刊誌。
ウェブマガジン『建築討論』
2013年創刊。季刊誌から月刊誌に改められ、現在はMedium上で発行されている。

### 論文集・作品集
『日本建築学会論文集』（Transactions of AIJ）
1936年創刊。表紙の色にちなみ、通称「黄表紙」。構造系、計画系、環境系の3種類。月刊で審査を通過した研究論文（査読論文）を掲載し、建築の分野では最も権威があると評価されている。
2021年4月号より、完全電子化（冊子廃止）された。ウェブ上でオープンアクセスとなりが、完全電子化された。刊行即日無料公開となっている。
- 日本建築学会構造系論文集(Journal of Structural and Construction Engineering)
- 日本建築学会計画系論文集(Journal of Architecture and Planning)
- 日本建築学会環境系論文集(Journal of Environmental Engineering)

『技術報告集』（AIJ Journal of Technology and Design）
1995年創刊。年3回発行される、審査を経た技術的成果の報告集。発行から1年後にウェブ上でオープンアクセスとなる。
“Journal of Asian Architecture and Building Engineering” (JAABE)
日本建築学会、中国建築学会（ASC、中国語: 中国建筑学会）、大韓建築学会（AIK、Architectural Institute of Korea）の3者で発行する英文論文集。2002年3月創刊。2007年に独立行政法人科学技術振興機構J-STAGEによる電子投稿審査が開始され、2010年5月に完全電子化し、国際標準の外形を整えた。2018年6月にTaylor & Francisと3学会との出版合意書が締結された。刊行回数は年3回から年6回に増え、オープンアクセス可能。
Japan Architectural Review： International Journal of Japan Architectural Review for Engineering and Design(JAR)
日本の建築学に関する学術・技術成果を英文で発信する堅固な発信媒体が必要であるとして、2018年に国際英文ジャーナルとして創刊された。世界的な学術出版社のひとつであるWileyより電子出版によるオープンアクセスジャーナルとして年4回出版されている。
『作品選集』(Selected Architectural Designs)
1990年創刊。年1回刊行。審査を経て選ばれた会員設計の優れた建築作品を表彰、掲載している。

### 大会・発表会
日本建築学会大会 学術講演会
毎年行われる大会。学術講演会の梗概は『大会学術講演・建築デザイン発表梗概集』(Summaries of Technical Papers of Annual Meeting)として、DVDで発行される。かつては冊子版梗概集（13分冊）も発行されていたが、廃止された。

| 年度     | 開催支部 | 開催校                                         | 開催期間                                   |
| -------- | -------- | ---------------------------------------------- | ------------------------------------------ |
| 2002年度 | 北陸     | 金沢工業大学・金沢商工会議所                   | 2002年8月1日（木）〜4日（日）              |
| 2003年度 | 東海     | 中部大学                                       | 2003年9月5日（月）～7日（水）              |
| 2004年度 | 北海道   | 北海道大学                                     | 2004年8月29日（日）～31日（火）            |
| 2005年度 | 近畿     | 近畿大学                                       | 2005年9月1日（木）～3日（土）              |
| 2006年度 | 関東     | 神奈川大学横浜キャンパス                       | 2006年9月7日（木）〜9日（土）              |
| 2007年度 | 九州     | 福岡大学七隈キャンパス                         | 2007年8月29日（水）〜31日（金）            |
| 2008年度 | 中国     | 広島大学東広島キャンパス                       | 2008年9月18日（木）〜20日（土）            |
| 2009年度 | 東北     | 東北学院大学泉キャンパス                       | 2009年8月26日（水）～29日（土）            |
| 2010年度 | 北陸     | 富山大学五福キャンパス                         | 2010年9月9日（木）～11日（土）             |
| 2011年度 | 関東     | 早稲田大学早稲田キャンパス                     | 2011年8月23日（火）～25日（木）            |
| 2012年度 | 東海     | 名古屋大学東山キャンパス                       | 2012年9月12日（水）～14日（金）            |
| 2013年度 | 北海道   | 北海道大学                                     | 2013年8月30日（金）〜9月1日（日）          |
| 2014年度 | 近畿     | 神戸大学                                       | 2014年9月12日（金）～14日（日）            |
| 2015年度 | 関東     | 東海大学湘南キャンパス                         | 2015年9月4日（金）〜6日（日）              |
| 2016年度 | 九州     | 福岡大学                                       | 2016年8月24日（水）～26日（金）            |
| 2017年度 | 中国     | 広島工業大学                                   | 2017年8月31日（木）〜9月3日（日）          |
| 2018年度 | 東北     | 東北大学川内北キャンパス                       | 2018年9月4日（火）〜6日（木）              |
| 2019年度 | 北陸     | 金沢工業大学扇が丘キャンパス                   | 2019年9月3日（火）〜6日（金）              |
| 2020年度 | 関東     | 開催中止（千葉大学）                           | （当初予定）2020年9月8日（火）～10日（木） |
| 2021年度 | 東海     | 名古屋工業大学（オンライン開催）               | 2021年9月7日（火）～10日（金）             |
| 2022年度 | 北海道   | 北海道科学大学（オンライン・ハイブリッド開催） | 2022年9月5日（月）〜8日（木）              |
| 2023年度 | 近畿     | 京都大学吉田キャンパス（初日オンライン）       | 2023年9月13日（水）～15日（金）            |
| 2024年度 | 関東     | 明治大学駿河台キャンパス（初日オンライン）     | 2024年8月27日（火）〜30日（金）            |

支部研究発表会
各支部で毎年、研究発表会を実施しており、梗概集も発行される。

## 沿革
1886年に辰野金吾、松ヶ崎万長、坂本復経、河合浩蔵の4名を創立委員として会員26名で設立された。設立当初は「造家学会」を名乗ったが、建築家・伊東忠太の提案により、1897年に「建築学会」と改められた。戦後の1947年に「日本建築学会」と改称した。

### 年表
- 1886年：「造家学会」創立。
- 1887年：「建築雑誌」創刊
- 1897年：「建築学会」と改称。
- 1899年：会員一千名記念臨時大会
- 1905年：社団法人設立認可
- 1906年：英語名を The Institute of Japanese Architects と決定
- 1917年：大会開催（以後は毎年定例化）
- 1925年：近畿地区で大会を開催（初の地方大会）
- 1928年：株式会社建築会館設立。
- 1930年：建築会館、銀座に竣工。
- 1947年：「日本建築学会」と改称。英語名も The Architectural Institute of Japan に改称。
- 1958年：社団法人となる。
- 1982年：建築会館、三田に移転・竣工。
- 1986年：創立百周年。
- 2002年：建築博物館設置。
- 2012年：一般社団法人となる。

## 関係者

### 役員
（2025年5月～ ）
- 会長
  - 小野田泰明
- 副会長
  - 有賀隆
  - 山梨知彦
  - 五十田博
  - 楠浩一
  - 藤本裕之

### 歴代会長
- 1886年（明治19年）- 1892年（明治25年）：青木周蔵
- 1892年（明治25年）- 1897年（明治30年）：渡辺洪基
- 1898年（明治31年）- 1903年（明治36年）：辰野金吾
- 1904年（明治37年）：葛西萬司
- 1905年（明治38年）- 1917年（大正 6年）：辰野金吾
- 1918年（大正 7年）- 1920年（大正 9年）：曽禰達蔵
- 1921年（大正10年）- 1922年（大正11年）：中村達太郎
- 1923年（大正12年）- 1924年（大正13年）：塚本靖
- 1925年（大正14年）- 1926年（大正15年）：横河民輔
- 1927年（昭和 2年）- 1928年（昭和 3年）：塚本靖
- 1929年（昭和 4年）- 1930年（昭和 5年）：佐野利器
- 1931年（昭和 6年）- 1932年（昭和 7年）：大熊喜邦
- 1933年（昭和 8年）- 1934年（昭和 9年）：佐野利器
- 1935年（昭和10年）- 1936年（昭和11年）：内田祥三
- 1937年（昭和12年）- 1938年（昭和13年）：佐野利器
- 1939年（昭和14年）- 1940年（昭和15年）：内田祥三
- 1941年（昭和16年）- 1942年（昭和17年）：内藤多仲
- 1943年（昭和18年）- 1944年（昭和19年）：小林政一
- 1945年（昭和20年）- 1946年（昭和21年）：内藤多仲
- 1947年（昭和22年）- 1948年（昭和23年）：岸田日出刀
- 1949年（昭和24年）- 1950年（昭和25年）：吉田享二
- 1951年（昭和26年）- 1952年（昭和27年）：伊藤滋
- 1953年（昭和28年）- 1954年（昭和29年）：石井桂
- 1955年（昭和30年）- 1956年（昭和31年）：武藤清
- 1957年（昭和32年）- 1958年（昭和33年）：佐藤武夫
- 1959年（昭和34年）- 1960年（昭和35年）：二見秀雄
- 1961年（昭和36年）- 1962年（昭和37年）：木村幸一郎
- 1963年（昭和38年）- 1964年（昭和39年）：棚橋諒
- 1965年（昭和40年）- 1966年（昭和41年）：高山英華
- 1967年（昭和42年）- 1968年（昭和43年）：坪井善勝

- 1969年（昭和44年）- 1970年（昭和45年）：前田敏男
- 1971年（昭和46年）- 1972年（昭和47年）：加藤六美
- 1973年（昭和48年）- 1974年（昭和49年）：吉阪隆正
- 1975年（昭和50年）- 1976年（昭和51年）：横尾義貫
- 1977年（昭和52年）- 1978年（昭和53年）：吉武泰水
- 1979年（昭和54年）- 1980年（昭和55年）：梅村魁
- 1981年（昭和56年）- 1982年（昭和57年）：清家清
- 1983年（昭和58年）- 1984年（昭和59年）：小堀鐸二
- 1985年（昭和60年）- 1986年（昭和61年）：芦原義信
- 1987年（昭和62年）- 1988年（昭和63年）：谷資信
- 1989年（平成元年）- 1990年（平成 2年）：木下茂徳
- 1991年（平成 3年）- 1992年（平成 4年）：岸谷孝一
- 1993年（平成 5年）- 1994年（平成 6年）：内田祥哉
- 1995年（平成 7年）- 1996年（平成 8年）：中村恒善
- 1997年（平成 9年）- 1998年（平成10年）：尾島俊雄
- 1999年（平成11年）- 2000年（平成12年）：岡田恒男
- 2001年（平成13年）- 2002年（平成14年）：仙田満
- 2003年（平成15年）- 2004年（平成16年）：秋山宏
- 2005年（平成17年）- 2006年（平成18年）：村上周三
- 2007年（平成19年）- 2008年（平成20年）：斎藤公男
- 2009年（平成21年）- 2010年（平成22年）：佐藤滋
- 2011年（平成23年）- 2012年（平成24年）：和田章
- 2013年（平成25年）- 2014年（平成26年）：吉野博
- 2015年（平成27年）- 2016年（平成28年）：中島正愛
- 2017年（平成29年）- 2018年（平成30年）：古谷誠章
- 2019年（令和元年) - 2021年（令和 3年）：竹脇出
- 2021年（令和 3年) - 2023年（令和 5年）：田辺新一
- 2023年（令和 5年) - 2025年（令和 7年) ：竹内徹
- 2025年（令和 7年) - 現在 ：小野田泰明

### 名誉会員
「この会の目的達成に多大の貢献をした者、または建築に関する学術・技術・芸術の進歩発達に功績顕著な者は、総会の議決を経て」おくることができる称号。日本建築学会会長歴任者など、日本建築学会に貢献した人物が選ばれる。現名誉会員78名（2019年10月17日現在）。

#### 名誉会長
- ジョサイア・コンドル
- 辰野金吾
- 曽禰達蔵
- 中村達太郎
- 塚本靖
- 横河民輔

#### 主な名誉会員
- 佐野常民
- 榎本武揚
- 青木周蔵
- 伊東忠太
- 佐野利器
- 清水釘吉
- 内田祥三
- 内藤多仲
- 岸田日出刀
- 山下寿郎
- 吉田五十八
- 今和次郎
- 村野藤吾
- 二見秀雄
- 武藤清
- 狩野春一
- 東畑謙三
- 堀口捨己
- 谷口吉郎
- 前川國男
- 高山英華
- 坪井善勝
- 森田慶一
- 西山夘三
- 丹下健三
- 大江宏
- 吉武泰水
- 吉村順三
- 芦原義信
- 小堀鐸二
- 清家清
- 井上宇市
- 藤本盛久
- 村松貞次郎
- 内田祥哉
- 池原義郎
- 大崎順彦
- 大谷幸夫
- 林昌二
- 太田利彦
- 仙田満
- 山田稔
- 村上周三
- 岡田新一
- 和泉正哲
- 岡田光正
- 菊竹清訓
- 金多潔
- 斎藤公男
- 穂積信夫